# Lilla Slågarp
Lilla Slågarp är kyrkbyn i Lilla Slågarps socken i Trelleborgs kommun
Byn som ligger på Söderslätt består av tre hus, en gård och Lilla Slågarps kyrka.